# Vanessa (nombre)
El nombre propio Vanessa fue creado por el escritor anglo-irlandés Jonathan Swift (autor de Los viajes de Gulliver, 1726), para su alumna Esther Vanhomrigh, a la que conocía desde 1708. El nombre puede ser bien una combinación de «Van», el comienzo del apellido, y «Essa», el hipocorístico para referirse a Esther en los países anglosajones, o un calco lingüístico del nombre de Vannozza Cattanei, madre de César Borgia.[cita requerida]
El nombre apareció por primera vez en el poema autobiográfico Cadenus and Vanessa, escrito por Swift en 1713 y publicado en 1726, tres años después de la muerte de Vanhomright, en el que el autor describe su relación con Esther.
Además de dar nombre al género de mariposas Vanessa, es uno de los nombres propios femeninos más populares en Estados Unidos.

## Personas importantes con el nombre de Vanessa
- Vanessa Morgan
- Vanessa Guzmán
- Vanessa Hudgens
- Vanessa-Mae
- Vanessa Minnillo
- Vanessa Paradis
- Vanessa Redgrave
- Vanessa Williams
- Vanessa Carlton
- Vanessa Claudio

### Vanesa, con una s (versión castellana)
- Vanesa Martín
- Vanesa Romero

## Obras
- "Vanesa" Telenovela mexicana de 1982 protagonizada por Lucía Méndez